# Oktoberfest

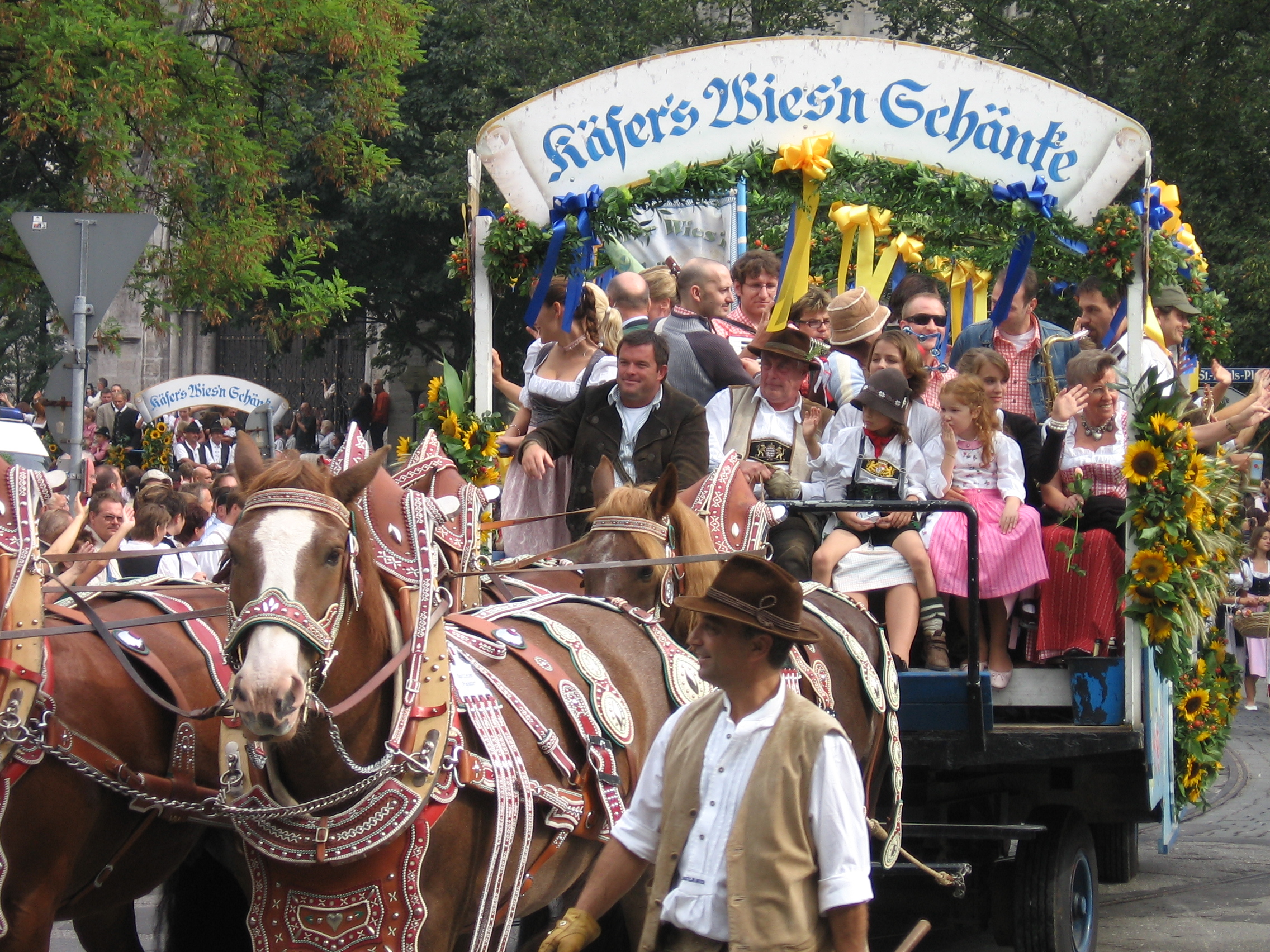
Oktoberfest, Detaliu deschidere festivă

Oktoberfest (în trad. "Sărbătoarea lui octombrie"), în dialect d’Wiesn, este una din cele mai mari serbări populare din lume. Se desfășoară anual, în München, de la mijlocul lui septembrie până în octombrie.

## Istorie
Ideea a pornit de la un subofițer din garda națională bavareză. Acesta a sugerat organizarea unei curse de cai cu ocazia festivităților legate de căsătoria prințului moștenitor Ludovic I al Bavariei cu prințesa Therese von Hildburghausen. Regele Bavariei, Maximilian I, s-a arătat mai mult decât încântat de această sugestie. La 17 octombrie 1810 avea loc cursa de cai, pe care prințesa-mireasă a denumit-o Oktoberfest. Ca loc de desfășurare a fost aleasă o pajiște nefolosită de la marginea orașului, denumită ulterior "Theresienwiese" (pajiștea Tereziei).
La această primă festivitate, băuturile nu au fost servite în locul de desfășurare a cursei, ci în centrul orașului. În anul următor, autoritățile au decis reluarea festivalului, de această dată sub patronajul Asociației de Agricultură Bavareză, care a folosit evenimentul în scopuri publicitare, prezentându-și serviciile paralel cu desfășurarea evenimentului. În anii ce au urmat, festivalul a fost finanțat de diferite firme private. Din anul 1819, Oktoberfest-ul a intrat sub patronajul edililor orașului, care și-au asumat responsabilitatea organizării sale anuale. Cu timpul, conducerea orașului a permis vânzarea și consumarea băuturilor alcoolice în perimetrul Oktoberfest-ului. Acest lucru a presupus amplasarea unor mese și bănci lungi, care în timp s-au înmulțit considerabil. Pe lângă bere, vizitatorii Oktoberfest-ului se puteau distra la popice, dans și multe altele. La finele secolului, datorită numărului tot mai mare de vizitatori, au fost introduse corturile, fiecare firmă având cort separat. Fiecare festival debutează cu defilarea firmelor participante, reprezentate de căruțe împodobite festiv și trase de patru cai. Defilarea are ca punct de plecare piața centrală a orașului, Marienplatz. Această defilare a fost inițial necesară, berăriile fiind nevoie să își transporte butoaiele cu bere la marginea orașului, pe locul destinat festivalului. În anul 1880 curentul electric a adus un plus de farmec festivalului berii, iar în anul 1881 s-a prăjit primul bou, care a fost consumat destul de rapid, apoi, în 1885, au apărut primele meniuri clasice: jumătăți de pasăre - pui sau rață - servite de obicei cu tradiționalul Brezn (covrig) münchenez. Corturile berăriilor au încetat să fie în același timp și loc de amuzament, pentru acestea creându-se locuri noi. Prima halbă de bere din sticlă a fost introdusă în anul 1892, fiind astăzi cel mai căutat suvenir la Oktoberfest.
În anul 1935, cu ocazia aniversării nunții de argint a cuplului regal bavarez, s-a organizat o paradă de costume populare bavareze. Aceasta a devenit însă tradiție la Oktoberfest doar din anul 1950. Astăzi, parada de costume populare este una dintre cele mai mari din lume, cu aproximativ 9000 de participanți. Pe lângă costume germane, se pot admira și porturi specifice austriece, italiene, elvețiene, poloneze și chiar norvegiene. La paradă mai participă și formații de muzică populară, asociații de vânători, precum și reprezentanți ai berăriilor participante.
Tradiția conform căreia primarul orașului dă cep primului butoi de bere în prima sâmbătă la ora 12, declarând astfel deschis festivalul, a fost inaugurată relativ târziu, în anul 1950. Această ceremonie este deosebit de importantă, înainte de acest moment consumarea alcoolului în perimetrul Oktoberfest-ului nefiind permisă. Cortul în care se desfășoară ceremonia este în fiecare an altul, pentru a da ocazie fiecărei firme sa beneficieze de primul aflux de vizitatori. Oktoberfest-ul este vizitat de atât de multe naționalități încât a încetat să mai fie un festival regional și s-a transformat într-unul internațional. Unele naționalități sunt atât de fidele Oktoberfest-ului încât au primit și spațiu privilegiat: al doilea week-end este dedicat italienilor, a căror prezență numeroasă și gălăgioasă la Oktoberfest este constantă. Străzile München-ului și locurile de camping sunt, chiar dinainte de începerea festivalului, populate până la refuz de rulote albe, cu numere de Italia.

## Loc și perioadă de desfășurare
Locul ales inițial de regele Bavariei a rămas consacrat acestui festival până în zilele noastre când, evident, este situat central, în apropierea celui mai mare nod de cale ferată din München - Hauptbahnhof (Gara centrală). Oktoberfest-ul este denumit, mai ales de către bavarezi, Wies'n ("pajiște" în dialect bavarez), datorită pajiștii pe care se organizează. Oktoberfest nu este singurul festival ce se organizează în acest perimetru: de-a lungul anului, Theresienwiese (acesta este numele oficial al terenului) găzduiește festivale cu diferite tematici, anuale sau doar ocazionale. Suprafața destinată festivalului berii este de 31 ha, din totalul de 42 ha pe care îl măsoară Theresienwiese.
Oktoberfest nu a fost la origine o manifestare singulară: septembrie era în mod tradițional luna festivalurilor berii și aceasta nu doar datorită nevoii oamenilor de a petrece. O lege germană din anul 1539 stipula faptul ca berea nu putea fi produsă decât între 29 septembrie și 23 aprilie, deoarece pe perioada verii riscurile unor incendii în timpul prelucrării berii erau mult mai mari. Neavând condițiile de depozitare pe care le au astăzi, producătorii trebuiau să vândă toată berea din anul respectiv înainte de a putea începe producerea uneia noi. De aici și multitudinea de festivaluri la care berea se găsea din belșug.
Oktoberfest-ul începe în jurul datei de 20 septembrie și se termină în prima duminică din octombrie; excepție de la această regulă se face doar în anii în care prima duminică din octombrie cade pe 1 sau 2. În acest caz, festivalul se prelungește până la data de 3 octombrie, Ziua Unificării Germane. 

### De ce "Oktoberfest"?
Dar de ce i se spune Oktoberfest când el se desfășoară, cu excepția ultimelor 2-3 zile, în luna septembrie? Ei bine, numele, pe care prințesa-mireasă l-a ales foarte inspirat, se leagă de perioada în care a avut loc festivalul prima dată: 12-17 octombrie 1810. Această tradiție a fost modificată din anul 1872, când s-a hotărât că în luna octombrie vremea era prea rece pentru un astfel de eveniment desfășurat în aer liber. Numele, deja consacrat, nu i-a fost însă schimbat, de unde și necesitatea extinderii acestuia până în primele zile ale lunii octombrie.

### Corturi

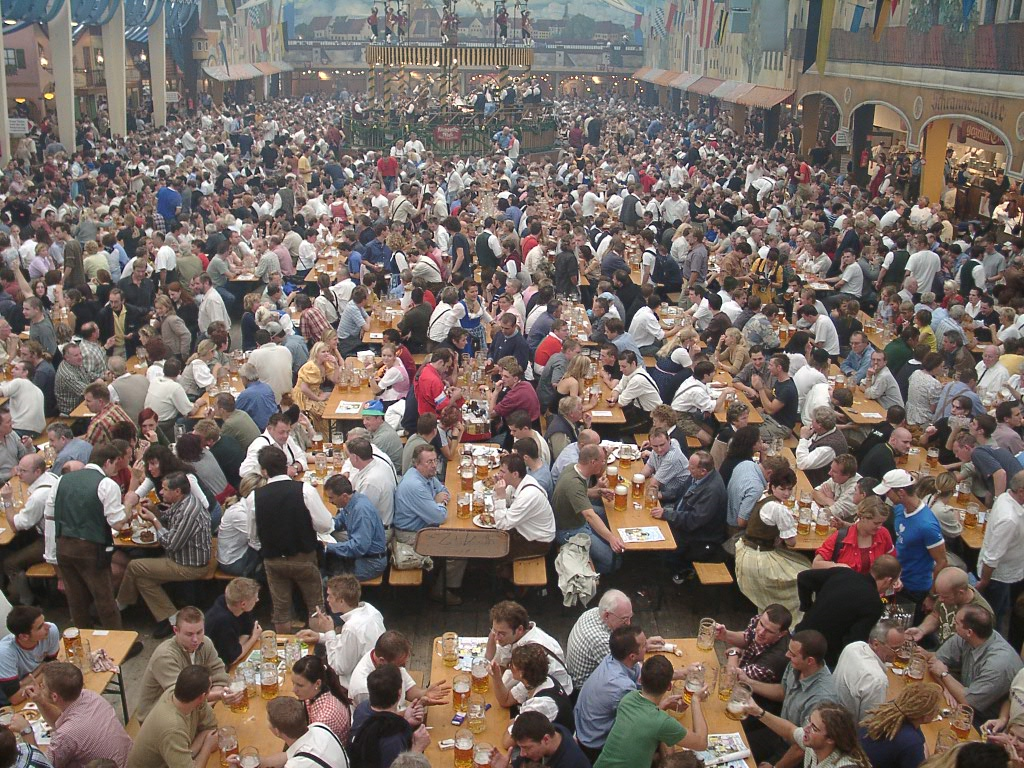
Cort tipic

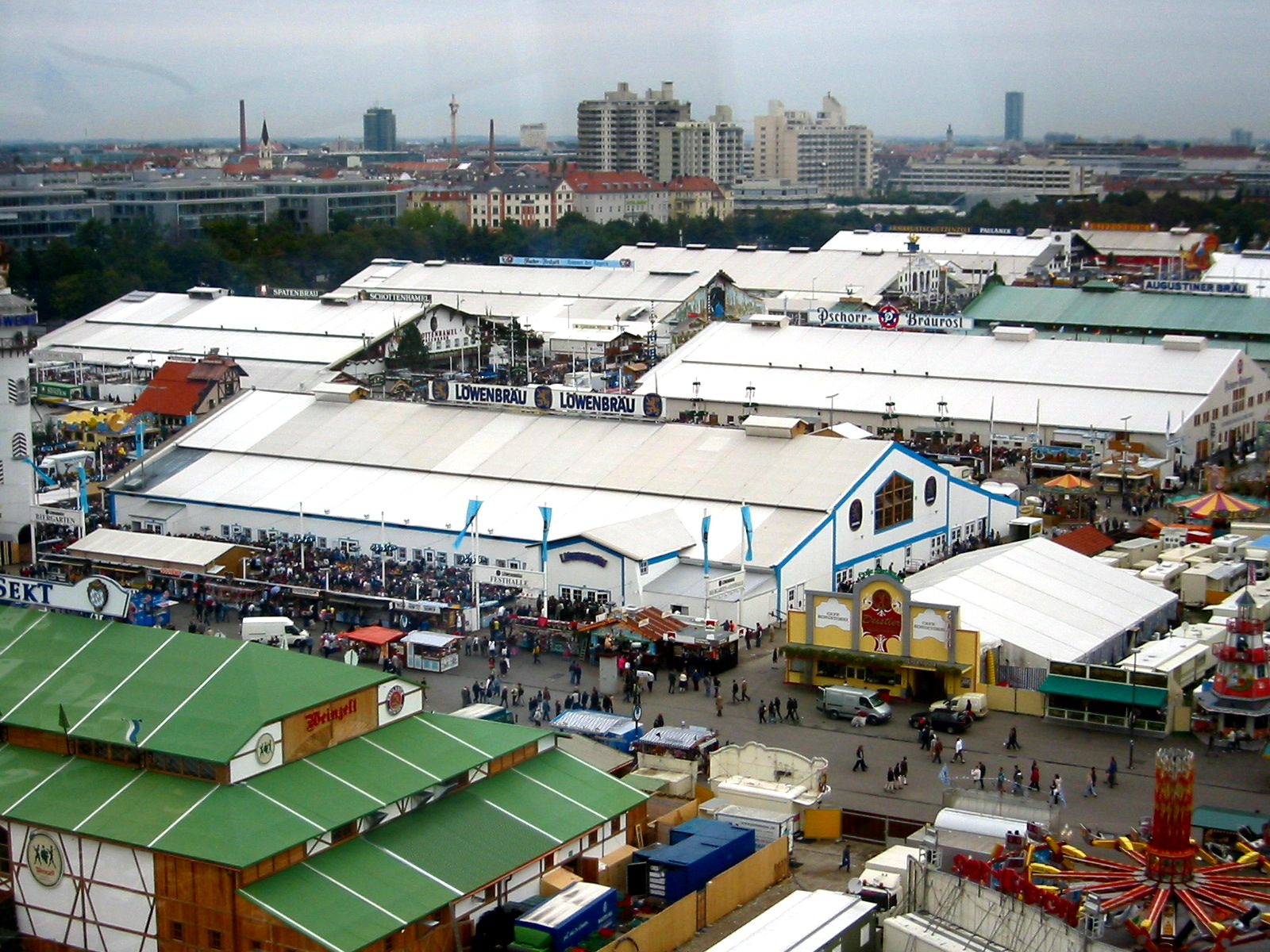
Corturi

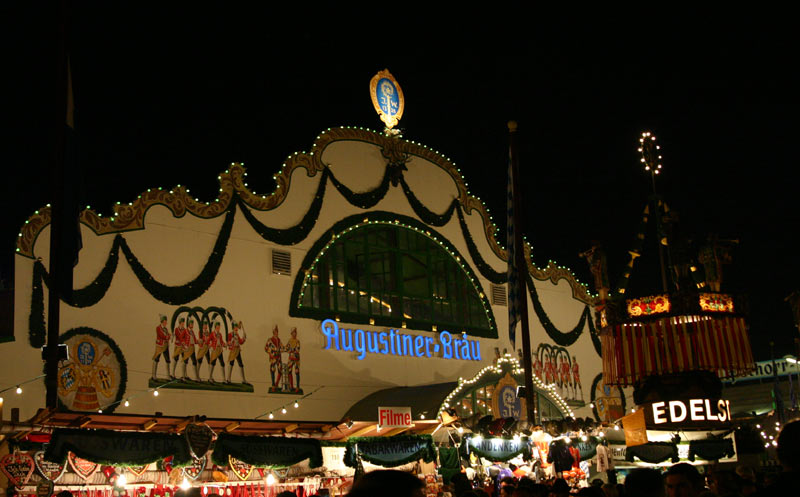
Cortul fabricii Augustiner-Bräu

La Oktoberfest sunt reprezentate cu corturile lor toate fabricile de bere din München: Spaten-Franziskaner-Bräu, Augustiner-Bräu, Paulaner, Hacker-Pschorr, Hofbräu și Löwenbräu. În conformitate cu regulile Oktoberfest, numai berea din München poate fi consumată la festival, preparată în conformitate cu legea din München cu privire la calitatea berii din 1487 și legea germană cu privire la calitatea berii din 1516. Pentru vizitatori se deschid 14 corturi mari și 15 corturi mici. Datorită solicitărilor mari de participare la festival din în ultimii ani au fost create site-urile:  muenchen.de și oktoberfest.de, fiind  disponibil un barometru Luga (în germ. Wiesnbarometer), care arată locurile disponibile în corturi. Oktoberfest este cunoscut în întreaga lume pentru corturile sale uriașe de bere (sau pavilioane de bere), fiecare dintre ele pot găzdui până la 10.000 de persoane.
Augustiner-Bräu
O caracteristică importantă a corturilor fabricii Augustiner-Bräu este faptul că se toarnă bere din butoaie de stejar, în timp ce restul fabricilor de bere au trecut la utilizarea butoaielor metalice, numai în exterior căptușite cu lemn.

### Oktoberfestîn lume
Oktoberfest-ul nu este sărbătorit doar în München. Hanovra se laudă cu cel mai mare Oktoberfest din nordul Germaniei, iar în orașe precum Stuttgart, Bad Hersfeld, Eisleben sau Hildburghausen se organizează festivaluri de toamnă similare. Festivalul bavarez și-a extins popularitatea și pe alte continente. Există astfel la ora actuală festivaluri cu același nume în SUA, Canada, Brazilia, China, Australia, Thailanda etc. Cel din SUA se sărbătorește în Cincinnati, Ohio, unde emigranții germani au jucat un rol decisiv în dezvoltarea economică a orașului încă din anii 1800. Primul festival a avut loc în anul 1976. În anul 1994 festivalul a fost vizitat chiar de prințul moștenitor al Bavariei și tot atunci a fost stabilit recordul pentru cel mai lung șir de dansatori în Chicken Dance, consemnat chiar și în Guinnes Book of Records (Cartea Mondială a Recordurilor). Festivalul atrage anual 500.000 de vizitatori iar organizatorii susțin că este cel mai mare Oktoberfest din America de Nord. În Canada, festivalul are loc în localitatea Kitchener, Ontario, unde comunitatea de emigranți de origine germană au hotărât, în 1969, organizarea unui festival care să le amintească de casă. În timp, s-au adăugat note distincte, canadiene, precum parada organizată cu ocazia Thanksgiving-ului, care este, conform locuitorilor, cea mai mare din Canada. Tot conform acestora, Oktoberfest-ul din Kitchener este cel mai mare din America de Nord. În Australia, Oktoberfest-ul are loc în localitatea Fairfield și atrage anual aproximativ 30.000 de vizitatori. Motto-ul festivalului este „Live and let live; eat and drink well” (trăiește și lasă și pe alții să o facă; mănâncă și bea bine).

## Prost!
Aceasta este varianta germană a românescului "Noroc!", urare de bine ce se rostește atunci când se ciocnesc două halbe de bere la Oktoberfest. Această halbă, cu forma ei inconfundabilă, are o tradiție destul de veche în Bayern și este un simbol netăgăduit al festivalului. Pe tot parcursul acestuia, atât în perimetrul festivalului cât și în întreg orașul, inclusiv pe mijloacele de transport în comun, se pot vedea grupuri de vizitatori în mâna cărora atârna un Bierkrug (halbă de bere) golit de conținut. Inițial, halba de bere de la Oktoberfest era din piatră sau porțelan, materiale din care se construiau toate halbele de bere, unele din ele fiind chiar obiecte de colecție, cu capace de zinc sau de argint încrustat. Pentru Oktoberfest, halbele de piatră sau porțelan s-au dovedit însă, în condițiile date, prea scumpe și prea fragile. Cele de sticlă sunt mult mai ușor de produs, mai ieftine și mai ușor de întreținut. Halbele de porțelan și piatră se mai produc și astăzi, cu variante speciale pentru Oktoberfest. Acestea sunt căutate în special de către colecționari sau vânători de suveniruri. Modalitățile de achiziționare a halbelor variază de la vizitator la vizitator: unii preferă să plătească prețul - destul de accesibil - al halbelor de sticlă sau porțelan care le-au atras atenția, alții încearcă să le păstreze pe cele în care au consumat bere în perimetrul festivalului. Aceștia din urmă sunt "clienții" preferați ai organelor de ordine.

## Activități

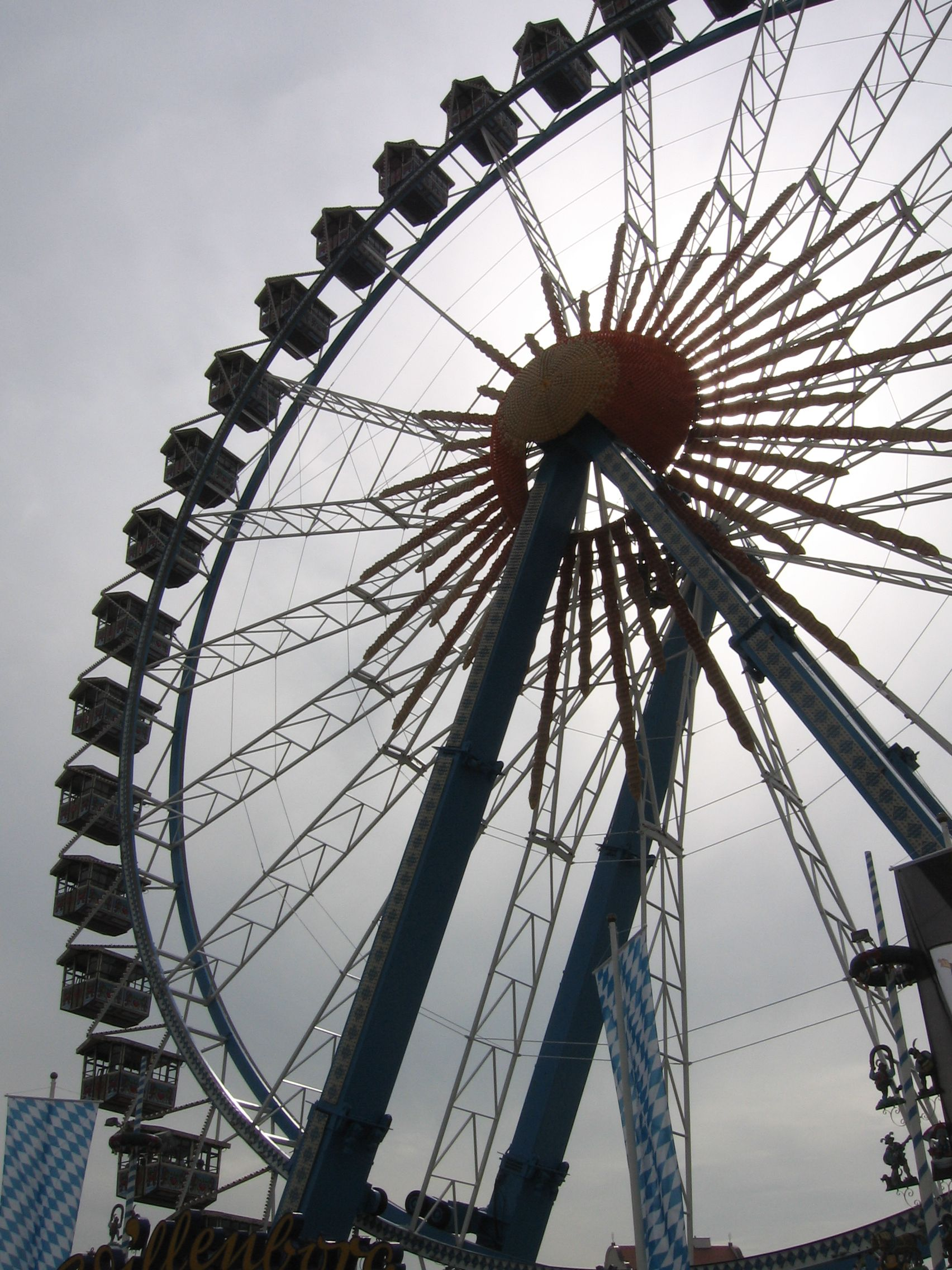
Oktoberfest, Riesenrad

La Oktoberfest se bea bere, râuri de bere servită la halbe de un litru. Pe lângă această activitate, la Oktoberfest se poate și mânca: jumătățile de zburătoare se perpelesc în văzul lumii, cârnații și fripturile își așteaptă alineate cumpărătorii. Pentru cei care, dintr-un motiv sau altul, preferă carnea albă, există o firmă cu tradiție ce comercializează, într-un cort situat chiar lângă intrarea principală, pește prăjit la proțap, numit de bavarezi Stekerlfisch (pește înfipt). În principal se folosesc păstrăvi pescuiți, special pentru festival, din cel mai mare lac bavarez, Chiemsee. Peștele se curăță, se sărează, se condimentează și se înfige într-un băț pe care se va prăji, uns din timp în timp cu unt, deasupra unui foc din cărbune, de-a lungul a 15 m de gril în aer liber. Acelora dintre vizitatori care doresc să își încheie itinerariul culinar cu ceva dulce li se oferă cu dărnicie fructe trase în ciocolată, înghețată, ciocolată și bomboane, precum și munți de turtă dulce, foarte populară în Bayern. Dintre specialitățile de turtă dulce, tradiționala inimă de diferite mărimi, ornată cu inscripții din zahăr multicolor, este cea mai cunoscută și cea mai căutată. Vizitatorii se plimbă de colo-colo purtând pe piept inimioare pe care se pot citi tot felul de mesaje, de la „te iubesc” până la „hai să ne întâlnim la anu'”. Festivalul este și un parc de distracții pentru toate vârstele și gusturile, cu mașinuțe și ponei, tunelul groazei și tras cu arcul la țintă. La începuturi, când nu exista curent electric, vizitatorii se distrau altfel, de exemplu urcându-se pe stâlpi deosebit de înalți și alunecoși, în vârful cărora îi așteptau diferite premii. Norocoșii care reușeau să se cocoațe până în vârf erau liberi să își aleagă unul din premii. Unul dintre cele mai populare atracții o constituie, din anul 1932, Riesenrad-ul ("Roata imensă"), o invenție rusească ce urcă vizitatorii la o înălțime de 50 de m, oferind o panoramă deosebit de frumoasă a orașului. În zilele senine se văd chiar și Alpii.

## Boli, războaie, atentate
Existența festivalului a depins de-a lungul timpului, ca orice altă manifestare de acest gen, de situația politică și economică a Bayern-ului. Astfel, în 1813, la doar patru ani de la încetățenirea sa ca festival anual, acesta a fost anulat datorită războiului cu Franța lui Napoleon. În 1854 și respectiv în 1873, bavarezii sunt prea ocupați cu epidemiile de holeră pentru a organiza Oktoberfest-ul. În 1866 Bayern-ul participă la război de partea Austro-Ungariei și deși pacea a fost declarată la 23 august, festivalul a fost totuși anulat. În timpul celor două războaie mondiale festivalul nu a avut loc în nici un an, și chiar și după terminarea acestora a fost organizat doar ca mic „festival de toamnă”. În timpul inflației, 1923-1924, festivalul este din nou anulat, din motive economice evidente.
Unul dintre cele mai sumbre momente din istoria Oktoberfest-ului îl constituie data de 26 septembrie 1980, când a avut loc un atentat cu bombă soldat cu moartea a 13 și rănirea a peste 200 de persoane. Ancheta a concluzionat că acesta a fost actul unei singure persoane: un anume Gundolf Köhler, extremist de dreapta, decedat în atentat. Există voci care susțin că atentatul ar fi fost pus la cale de către o organizație de extremă dreaptă și că rezultatul abrupt al anchetei a fost influențat de aripa dreaptă a eșicherului politic german.

## Statistici și recorduri
- 6.500.000 de vizitatori, în medie

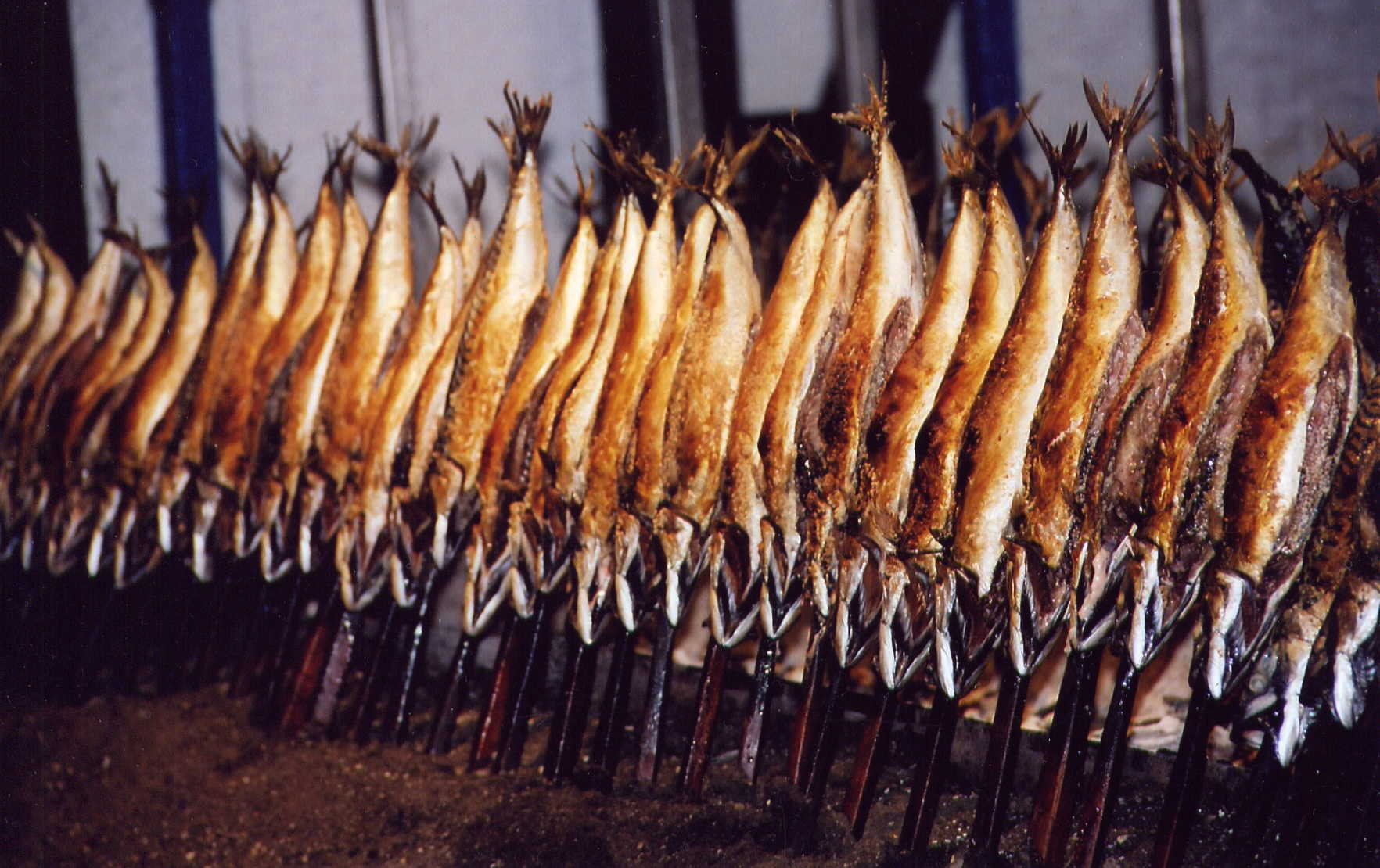
Oktoberfest, Pește la proṭap

- 12.000 de oameni lucrează la Oktoberfest, dintre care 1600 sunt chelnerițele
- 200.000 de halbe de bere au fost recuperate în anul 2006 de la vizitatorii care încercau să le sustragă
- 1440 de toalete publice satisfac nevoile stringente ale vizitatorilor
- 43 de km de cabluri șerpuiesc, la vedere sau ascunse, pe întreaga suprafață a Theresenwiese
- 30% din producția anuală de bere din München se consumă în timpul festivalului
- cei mai mulți litri de bere consumați:12.000 hectolitri, în anul 1910, la aniversarea centenarului
- cei mai mulți vizitatori: 1985, la sărbătorirea a 175 de ani
- cea mai lungă pauză: 1939-1948
- cel mai mare cort, în anul 1913, al firmei Pschorr-Rosl: 5500 metri pătrați, 12.000 locuri
- cele mai multe halbe de bere băute: 10, în anul 1901 (pentru care respectivul domn a primit și un premiu). Bineînțeles că în ziua de azi se bea și mai mult, dar nimeni nu mai stă să numere: toată lumea se distrează